# سلانه (آلبوم)
سلانه عنوان آلبومی از حسین علیزاده است. این آلبوم یک آلبوم تک‌نوازی از سازی ابداعی به نام سلانه است که توسط سیامک افشاری و زیر نظر حسین علیزاده  با الهام از تصاویر یک نمونه ساز زهی مضرابی و دسته بلند که در اصل دارای سه سیم و سه گوشی بوده، ساخته شده است.
این آلبوم دارای چهار قطعه در دستگاه سه گاه و آوازهای بیات اصفهان، بیات کرد و افشاری است.
عنوان سلانه همان نام ساز سلانه است و به دلیل زمان‌بردن زیاد و کند و کاوی که در راستای ساخت ساز انجام شده بود، این نام برایش در نظر گرفته شد.

## فهرست آهنگ‌ها
1. «مهتاب» (۱۶:۲۶)
2. «پگاه» (۱۳:۰۶)
3. «آفتاب» (۱۱:۴۶)
4. «شامگاه» (۲۱:۳۸)